# Saint-Denis-d'Aclon
 Saint-Denis-d'Aclon  es una población y comuna francesa, en la región de Normandía, departamento de Sena Marítimo, en el distrito de Dieppe y cantón de Offranville.

## Demografía
| 100 | 162 | 175 | 101 | 143 | 159 | 158 | 157 | 154 | 153 | 174 | 156 | 143 | 155 | 152 | 164 | 160 | 168 | 189 | 193 | 207 | 166 | 183 | 154 | 158 | 159 | 178 | 184 | 209 | 271 | 274 | 235 | 196 | 179 | 177 | 175 | 171 | 162 | 153 | 144 | 140 | 136 |
| Para los censos de 1962 a 1999 la población legal corresponde a la población sin duplicidades (Fuente: INSEE [Consultar]) |     |     |     |     |     |     |     |     |     |     |     |     |     |     |     |     |     |     |     |     |     |     |     |     |     |     |     |     |     |     |     |     |     |     |     |     |     |     |     |     |     |